# Vahlodea
Vahlodea es un género de plantas herbáceas perteneciente a la familia de las poáceas. Es originario del nordeste de Asia.
Algunos autores lo incluyen en el género Deschampsia.

## Especies
- Vahlodea atropurpurea
- Vahlodea flexuosa
- Vahlodea latifolia
- Vahlodea magellanica
- Vahlodea paramushirensis